# Casa l'Escolà (Riba-roja d'Ebre)
La Casa l'Escolà és una obra de Riba-roja d'Ebre (Ribera d'Ebre) inclosa a l'Inventari del Patrimoni Arquitectònic de Catalunya.

## Descripció
Situat al carrer de Sant Bartomeu, proper a l'església parroquial. Edifici entre mitgeres i tres crugies. Consta de planta baixa, pis i golfes i té la coberta a dues vessants amb el carener paral·lel a la façana. El frontis es compon simètricament segons tres eixos, definits per obertures d'arc pla arrebossat. Al centre hi ha un gran portal d'arc de mig punt amb impostes i extradós esglaonat, amb la clau inscrita: "29 ABRIL 1762 / 1968". Els finestrals del primer pis tenen sortida a balcons amb baranes forjades i ampits motllurats. El ràfec està acabat amb una senzilla cornisa motllurada. L'acabat exterior és arrebossat i pintat de color blanc.